# Gowers-Zeichen
Das Gowers-Zeichen (Gowers-Manöver) bezeichnet die typische Art, wie sich Patienten mit einer Rumpfmuskelschwäche aus der Bauchlage in den Stand aufrichten. Hierbei klettern die Betroffenen mit Hilfe ihrer Arme am eigenen Körper hoch. Die zugrundeliegende Muskelschwäche ist typischerweise Symptom einer Muskeldystrophie. Benannt ist das Symptom nach dem britischen Neurologen William Richard Gowers.

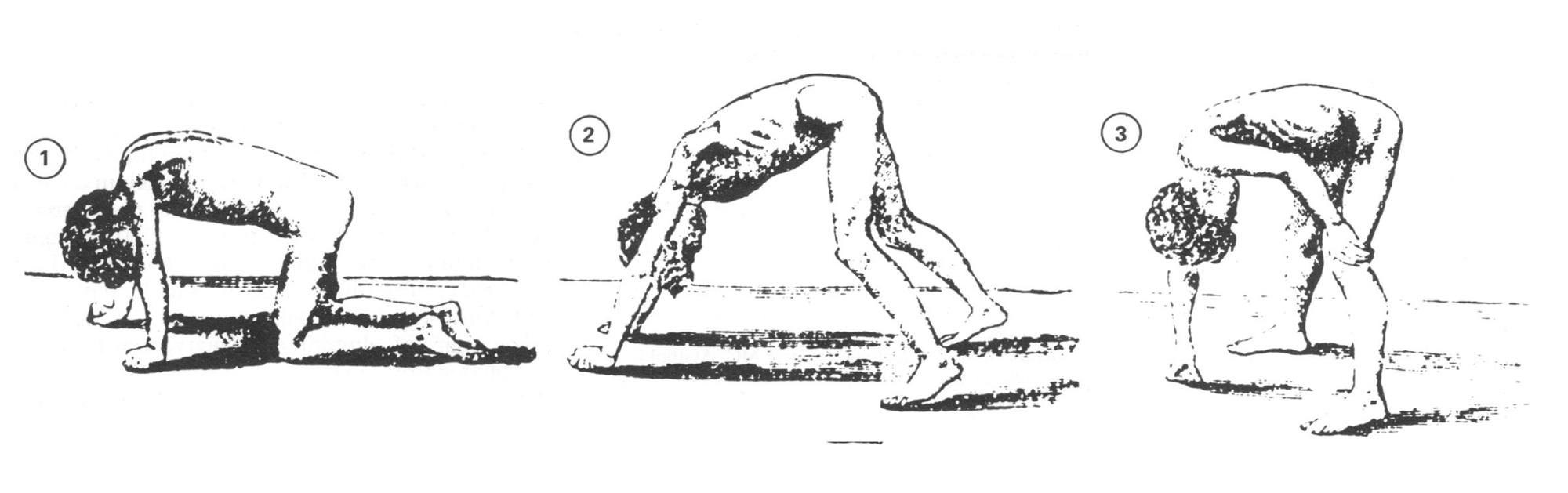
Gowers-Zeichen (grafische Darstellung aus der Originalpublikation von Gowers, 1879)

## Originalbeschreibung
- W. R. Gowers: Clinical lecture on pseudohypertrophic muscular paralysis. In: The Lancet, 1879, S. ii,73-75.

(Anm.: Andere Autoren geben als Erstbeschreibung an: W. R. Gowers: A manual of disease of the nervous system.  Churchill, London 1886, 1, S. 391–394.)